# Pseudocyphellaria
Pseudocyphellaria är ett släkte av lavar. Pseudocyphellaria ingår i familjen Lobariaceae, ordningen Peltigerales, klassen Lecanoromycetes, divisionen sporsäcksvampar och riket svampar.
|                   | Lobaria |
|                   | |
|                   | Dendriscocaulon |
|                   | |
|                   | Sticta |
|                   | |
| Pseudocyphellaria | \| \| Pseudocyphellaria anomala \| \| \| \| \| \| Pseudocyphellaria anthraspis \| \| \| \| \| \| Pseudocyphellaria ardesiaca \| \| \| \| \| \| Pseudocyphellaria argyracea \| \| \| \| \| \| Pseudocyphellaria aurata \| \| \| \| \| \| Pseudocyphellaria bartlettii \| \| \| \| \| \| Pseudocyphellaria beccarii \| \| \| \| \| \| Pseudocyphellaria billardierei \| \| \| \| \| \| Pseudocyphellaria brattii \| \| \| \| \| \| Pseudocyphellaria colensoi \| \| \| \| \| \| Pseudocyphellaria coronata \| \| \| \| \| \| Pseudocyphellaria crocata \| \| \| \| \| \| Pseudocyphellaria crocatoides \| \| \| \| \| \| Pseudocyphellaria desfontainii \| \| \| \| \| \| Pseudocyphellaria dissimilis \| \| \| \| \| \| Pseudocyphellaria dozyana \| \| \| \| \| \| Pseudocyphellaria faveolata \| \| \| \| \| \| Pseudocyphellaria gilva \| \| \| \| \| \| Pseudocyphellaria glabra \| \| \| \| \| \| Pseudocyphellaria glaucescens \| \| \| \| \| \| Pseudocyphellaria granulata \| \| \| \| \| \| Pseudocyphellaria haywardiorum \| \| \| \| \| \| Pseudocyphellaria insculpta \| \| \| \| \| \| Pseudocyphellaria lacerata \| \| \| \| \| \| Pseudocyphellaria mallota \| \| \| \| \| \| Pseudocyphellaria multifida \| \| \| \| \| \| Pseudocyphellaria neglecta \| \| \| \| \| \| Pseudocyphellaria norvegica \| \| \| \| \| \| Pseudocyphellaria perpetua \| \| \| \| \| \| Pseudocyphellaria pickeringii \| \| \| \| \| \| Pseudocyphellaria poculifera \| \| \| \| \| \| Pseudocyphellaria prolificans \| \| \| \| \| \| Pseudocyphellaria punctillaris \| \| \| \| \| \| Pseudocyphellaria rainierensis \| \| \| \| \| \| Pseudocyphellaria rigida \| \| \| \| \| \| Pseudocyphellaria rubella \| \| \| \| \| \| Pseudocyphellaria rubrina \| \| \| \| \| \| Pseudocyphellaria sayeri \| \| \| \| \| \| Pseudocyphellaria semilanata \| \| \| \| \| \| Pseudocyphellaria soredioglabra \| \| \| \| \| \| Pseudocyphellaria stenophylla \| \| \| \| \| \| Pseudocyphellaria sulphurea \| \| \| \| \| \| Pseudocyphellaria jamesii \| \| \| \| \| \| Pseudocyphellaria nermula \| \| \| \| \| \| Pseudocyphellaria sericeofulva \| \| \| \| \| \| Pseudocyphellaria aurora \| \| \| \| \| \| Pseudocyphellaria kalbii \| \| \| \| |
|                   | \| \| Pseudocyphellaria anomala \| \| \| \| \| \| Pseudocyphellaria anthraspis \| \| \| \| \| \| Pseudocyphellaria ardesiaca \| \| \| \| \| \| Pseudocyphellaria argyracea \| \| \| \| \| \| Pseudocyphellaria aurata \| \| \| \| \| \| Pseudocyphellaria bartlettii \| \| \| \| \| \| Pseudocyphellaria beccarii \| \| \| \| \| \| Pseudocyphellaria billardierei \| \| \| \| \| \| Pseudocyphellaria brattii \| \| \| \| \| \| Pseudocyphellaria colensoi \| \| \| \| \| \| Pseudocyphellaria coronata \| \| \| \| \| \| Pseudocyphellaria crocata \| \| \| \| \| \| Pseudocyphellaria crocatoides \| \| \| \| \| \| Pseudocyphellaria desfontainii \| \| \| \| \| \| Pseudocyphellaria dissimilis \| \| \| \| \| \| Pseudocyphellaria dozyana \| \| \| \| \| \| Pseudocyphellaria faveolata \| \| \| \| \| \| Pseudocyphellaria gilva \| \| \| \| \| \| Pseudocyphellaria glabra \| \| \| \| \| \| Pseudocyphellaria glaucescens \| \| \| \| \| \| Pseudocyphellaria granulata \| \| \| \| \| \| Pseudocyphellaria haywardiorum \| \| \| \| \| \| Pseudocyphellaria insculpta \| \| \| \| \| \| Pseudocyphellaria lacerata \| \| \| \| \| \| Pseudocyphellaria mallota \| \| \| \| \| \| Pseudocyphellaria multifida \| \| \| \| \| \| Pseudocyphellaria neglecta \| \| \| \| \| \| Pseudocyphellaria norvegica \| \| \| \| \| \| Pseudocyphellaria perpetua \| \| \| \| \| \| Pseudocyphellaria pickeringii \| \| \| \| \| \| Pseudocyphellaria poculifera \| \| \| \| \| \| Pseudocyphellaria prolificans \| \| \| \| \| \| Pseudocyphellaria punctillaris \| \| \| \| \| \| Pseudocyphellaria rainierensis \| \| \| \| \| \| Pseudocyphellaria rigida \| \| \| \| \| \| Pseudocyphellaria rubella \| \| \| \| \| \| Pseudocyphellaria rubrina \| \| \| \| \| \| Pseudocyphellaria sayeri \| \| \| \| \| \| Pseudocyphellaria semilanata \| \| \| \| \| \| Pseudocyphellaria soredioglabra \| \| \| \| \| \| Pseudocyphellaria stenophylla \| \| \| \| \| \| Pseudocyphellaria sulphurea \| \| \| \| \| \| Pseudocyphellaria jamesii \| \| \| \| \| \| Pseudocyphellaria nermula \| \| \| \| \| \| Pseudocyphellaria sericeofulva \| \| \| \| \| \| Pseudocyphellaria aurora \| \| \| \| \| \| Pseudocyphellaria kalbii \| \| \| \| |
|                   | Pseudocyphellaria anomala |
|                   | |
|                   | Pseudocyphellaria anthraspis |
|                   | |
|                   | Pseudocyphellaria ardesiaca |
|                   | |
|                   | Pseudocyphellaria argyracea |
|                   | |
|                   | Pseudocyphellaria aurata |
|                   | |
|                   | Pseudocyphellaria bartlettii |
|                   | |
|                   | Pseudocyphellaria beccarii |
|                   | |
|                   | Pseudocyphellaria billardierei |
|                   | |
|                   | Pseudocyphellaria brattii |
|                   | |
|                   | Pseudocyphellaria colensoi |
|                   | |
|                   | Pseudocyphellaria coronata |
|                   | |
|                   | Pseudocyphellaria crocata |
|                   | |
|                   | Pseudocyphellaria crocatoides |
|                   | |
|                   | Pseudocyphellaria desfontainii |
|                   | |
|                   | Pseudocyphellaria dissimilis |
|                   | |
|                   | Pseudocyphellaria dozyana |
|                   | |
|                   | Pseudocyphellaria faveolata |
|                   | |
|                   | Pseudocyphellaria gilva |
|                   | |
|                   | Pseudocyphellaria glabra |
|                   | |
|                   | Pseudocyphellaria glaucescens |
|                   | |
|                   | Pseudocyphellaria granulata |
|                   | |
|                   | Pseudocyphellaria haywardiorum |
|                   | |
|                   | Pseudocyphellaria insculpta |
|                   | |
|                   | Pseudocyphellaria lacerata |
|                   | |
|                   | Pseudocyphellaria mallota |
|                   | |
|                   | Pseudocyphellaria multifida |
|                   | |
|                   | Pseudocyphellaria neglecta |
|                   | |
|                   | Pseudocyphellaria norvegica |
|                   | |
|                   | Pseudocyphellaria perpetua |
|                   | |
|                   | Pseudocyphellaria pickeringii |
|                   | |
|                   | Pseudocyphellaria poculifera |
|                   | |
|                   | Pseudocyphellaria prolificans |
|                   | |
|                   | Pseudocyphellaria punctillaris |
|                   | |
|                   | Pseudocyphellaria rainierensis |
|                   | |
|                   | Pseudocyphellaria rigida |
|                   | |
|                   | Pseudocyphellaria rubella |
|                   | |
|                   | Pseudocyphellaria rubrina |
|                   | |
|                   | Pseudocyphellaria sayeri |
|                   | |
|                   | Pseudocyphellaria semilanata |
|                   | |
|                   | Pseudocyphellaria soredioglabra |
|                   | |
|                   | Pseudocyphellaria stenophylla |
|                   | |
|                   | Pseudocyphellaria sulphurea |
|                   | |
|                   | Pseudocyphellaria jamesii |
|                   | |
|                   | Pseudocyphellaria nermula |
|                   | |
|                   | Pseudocyphellaria sericeofulva |
|                   | |
|                   | Pseudocyphellaria aurora |
|                   | |
|                   | Pseudocyphellaria kalbii |
|                   | |

|  | Pseudocyphellaria anomala       |
|  |                                 |
|  | Pseudocyphellaria anthraspis    |
|  |                                 |
|  | Pseudocyphellaria ardesiaca     |
|  |                                 |
|  | Pseudocyphellaria argyracea     |
|  |                                 |
|  | Pseudocyphellaria aurata        |
|  |                                 |
|  | Pseudocyphellaria bartlettii    |
|  |                                 |
|  | Pseudocyphellaria beccarii      |
|  |                                 |
|  | Pseudocyphellaria billardierei  |
|  |                                 |
|  | Pseudocyphellaria brattii       |
|  |                                 |
|  | Pseudocyphellaria colensoi      |
|  |                                 |
|  | Pseudocyphellaria coronata      |
|  |                                 |
|  | Pseudocyphellaria crocata       |
|  |                                 |
|  | Pseudocyphellaria crocatoides   |
|  |                                 |
|  | Pseudocyphellaria desfontainii  |
|  |                                 |
|  | Pseudocyphellaria dissimilis    |
|  |                                 |
|  | Pseudocyphellaria dozyana       |
|  |                                 |
|  | Pseudocyphellaria faveolata     |
|  |                                 |
|  | Pseudocyphellaria gilva         |
|  |                                 |
|  | Pseudocyphellaria glabra        |
|  |                                 |
|  | Pseudocyphellaria glaucescens   |
|  |                                 |
|  | Pseudocyphellaria granulata     |
|  |                                 |
|  | Pseudocyphellaria haywardiorum  |
|  |                                 |
|  | Pseudocyphellaria insculpta     |
|  |                                 |
|  | Pseudocyphellaria lacerata      |
|  |                                 |
|  | Pseudocyphellaria mallota       |
|  |                                 |
|  | Pseudocyphellaria multifida     |
|  |                                 |
|  | Pseudocyphellaria neglecta      |
|  |                                 |
|  | Pseudocyphellaria norvegica     |
|  |                                 |
|  | Pseudocyphellaria perpetua      |
|  |                                 |
|  | Pseudocyphellaria pickeringii   |
|  |                                 |
|  | Pseudocyphellaria poculifera    |
|  |                                 |
|  | Pseudocyphellaria prolificans   |
|  |                                 |
|  | Pseudocyphellaria punctillaris  |
|  |                                 |
|  | Pseudocyphellaria rainierensis  |
|  |                                 |
|  | Pseudocyphellaria rigida        |
|  |                                 |
|  | Pseudocyphellaria rubella       |
|  |                                 |
|  | Pseudocyphellaria rubrina       |
|  |                                 |
|  | Pseudocyphellaria sayeri        |
|  |                                 |
|  | Pseudocyphellaria semilanata    |
|  |                                 |
|  | Pseudocyphellaria soredioglabra |
|  |                                 |
|  | Pseudocyphellaria stenophylla   |
|  |                                 |
|  | Pseudocyphellaria sulphurea     |
|  |                                 |
|  | Pseudocyphellaria jamesii       |
|  |                                 |
|  | Pseudocyphellaria nermula       |
|  |                                 |
|  | Pseudocyphellaria sericeofulva  |
|  |                                 |
|  | Pseudocyphellaria aurora        |
|  |                                 |
|  | Pseudocyphellaria kalbii        |
|  |                                 |

## Källor

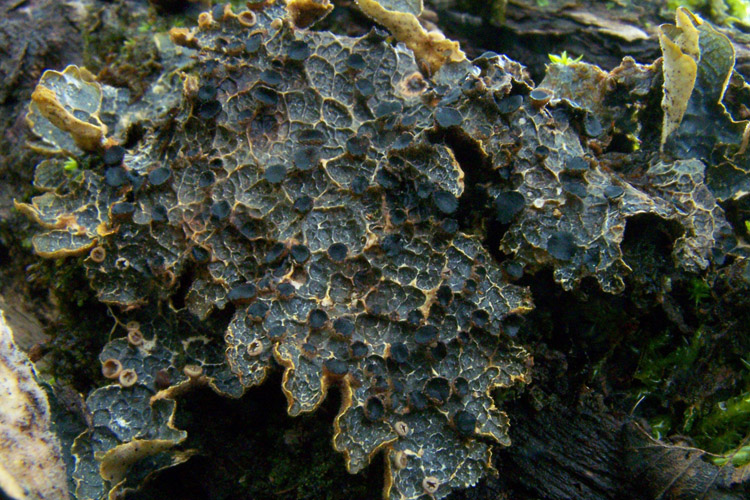
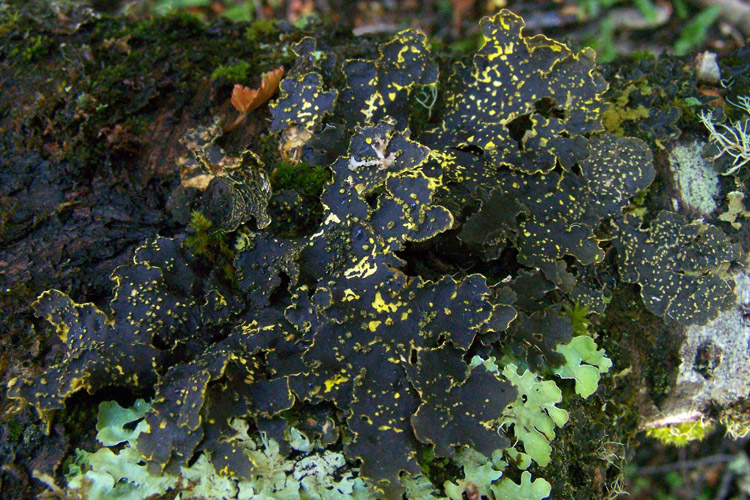
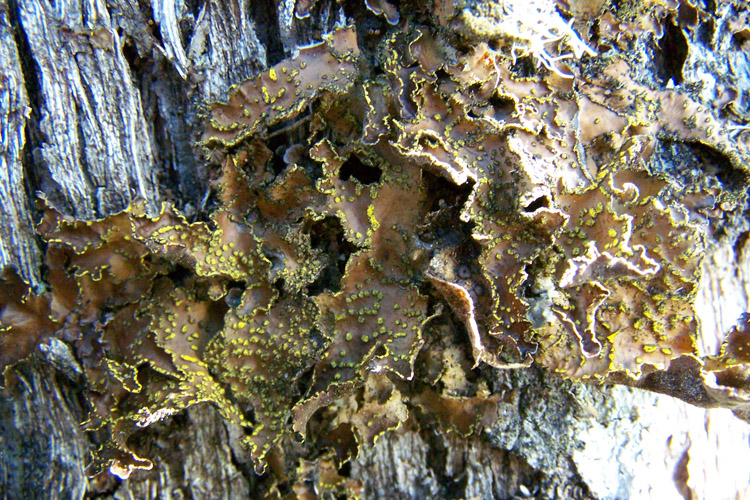
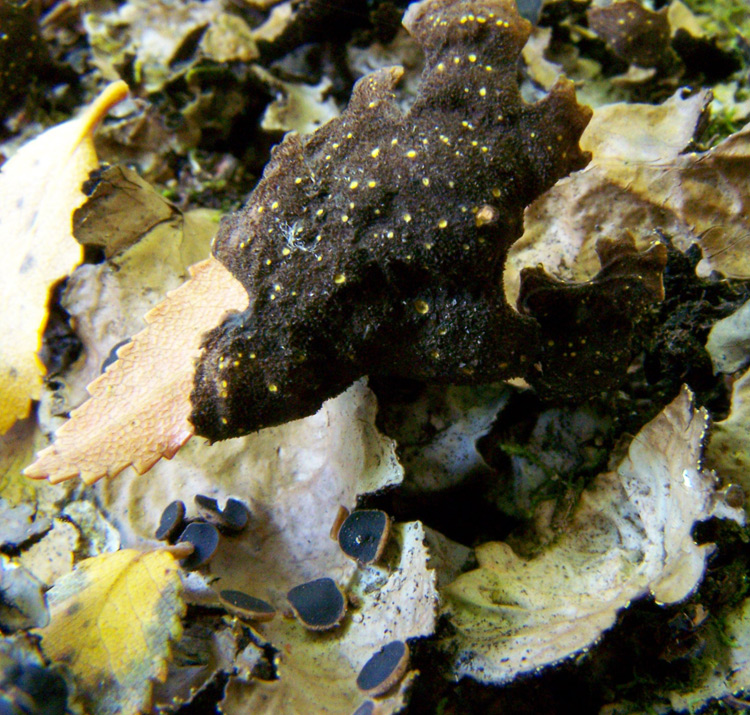
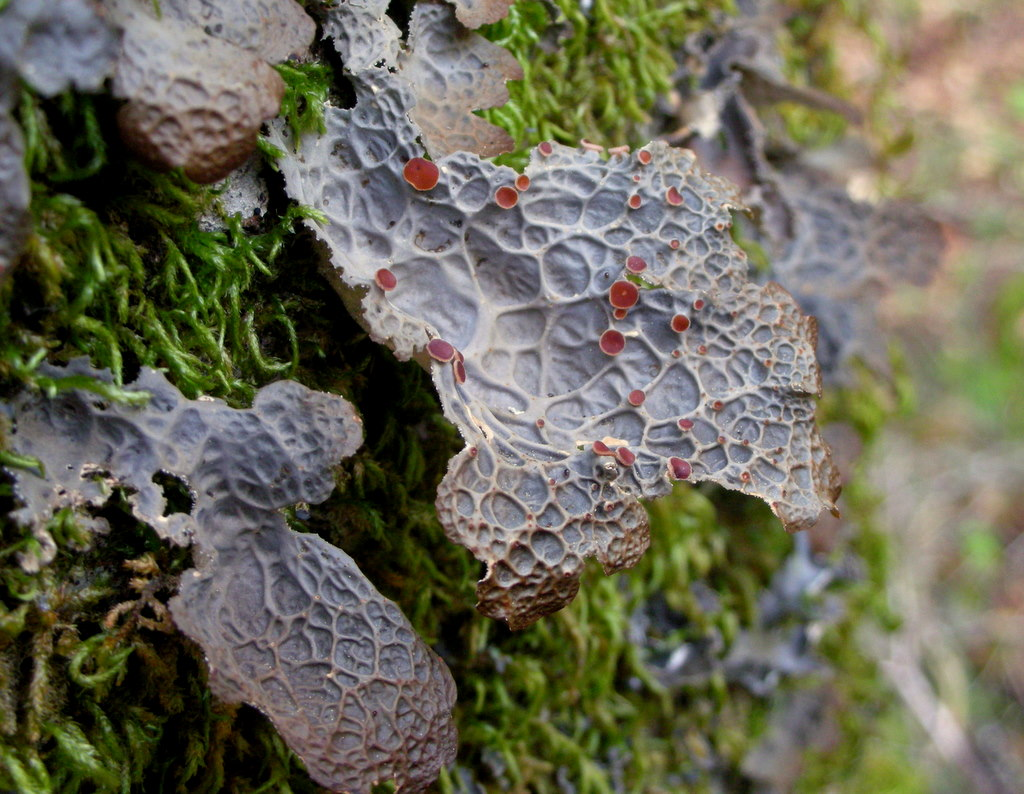
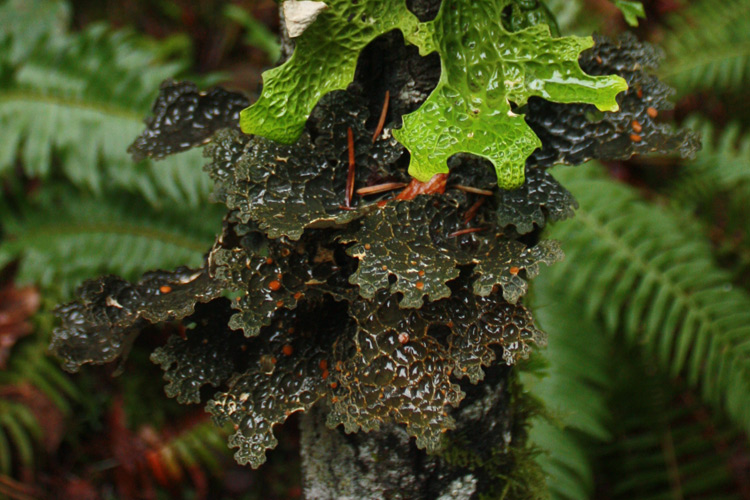
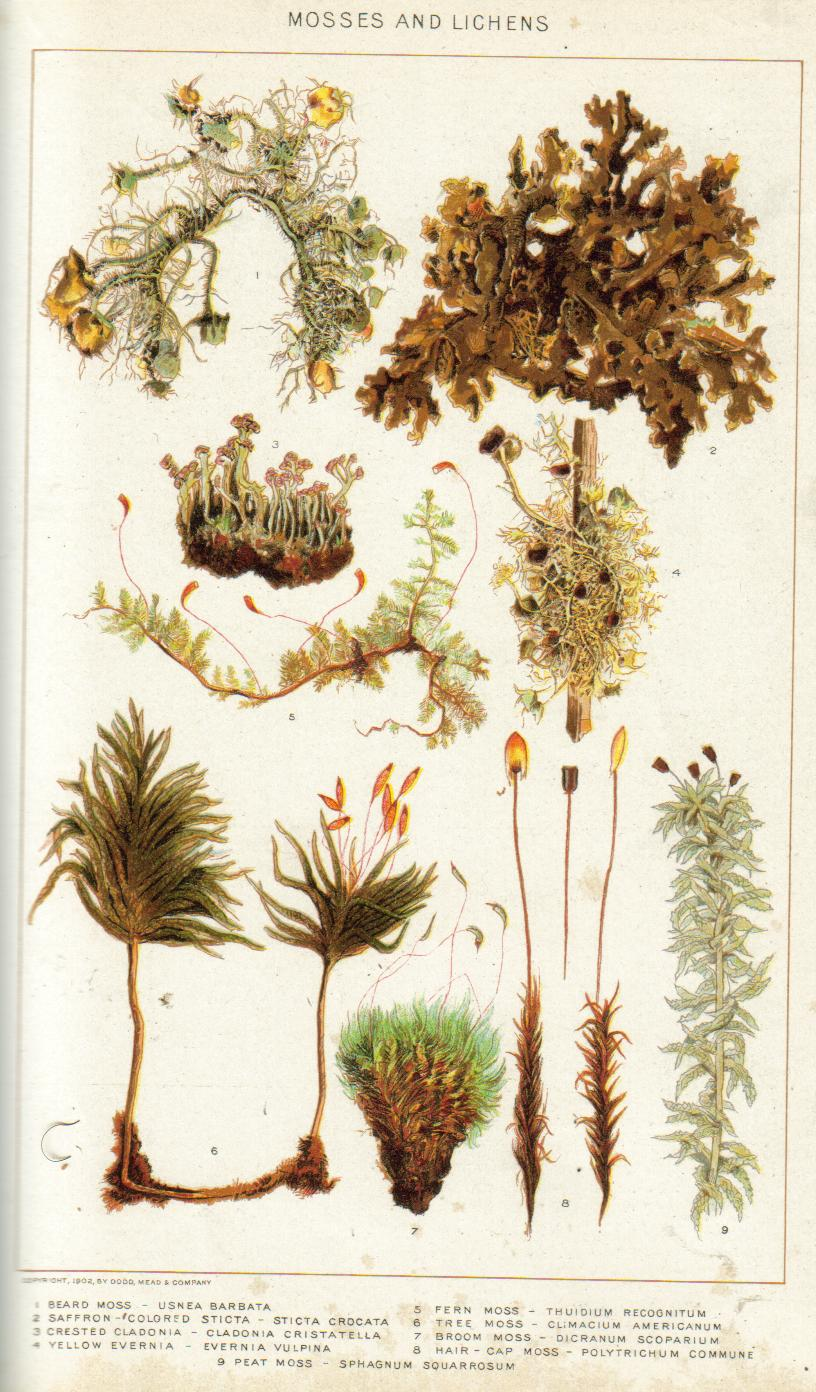